# Криарас, Эммануил
Эммануи́л Криара́с (греч. Εμμανουήλ Κριαράς; 28 ноября 1906 — 22 августа 2014) — греческий филолог и лексикограф XX века, профессор эмерит философского факультета Аристотелева университета в Салониках.

## Биография
Криарас родился 28 ноябре 1906 года в Пирее, в семье происходившей с острова Крит. Первые детские годы прожил на острове Милос.
В 1914 году семья переехала в Ханья (на острове Крит), где он окончил гимназию. В 1924 году он поступил на философский факультет Афинского университета, который закончил в 1929 году. С 1930 по 1950 год работал в Средневековом архиве Афинской академии, в начале в качестве сотрудника, а с 1939 года в качестве его директора.
Одновременно со своей работой в Средневековом архиве, он продолжил свою учёбу в 1930 году, уехал в Мюнхен, получив стипендию Афинской академии, чтобы получить информацию о теоретических и технических вопросах лексикографии в среде, где начал составляться Thesaurus Linguae Latinae.
В периоды 1938—1939 и 1945—1948, уже будучи профессором, выехал на переподготовку в Париж, в первый раз его предметом стала византинистика, а во второй — «сравнительная грамматология».
Свой профессорский титул получил в 1938 году в Афинском университете, за работу Исследования о источниках Эротокрита.
В 1948 году он был кандидатом на кафедру новой греческой филологии философского факультета Аристотелева университета Салоник, которую однако занял Линос Политис. Двумя годами позже, он был избран на пост постоянного преподавателя средневековой греческой филологии в том же университете. В македонской столице он преподавал в основном средневековую литературу, иногда средневековую (византийскую) греческую историю, новогреческую литературу, но и Общую и Сравнительную грамматологию, поскольку благодаря его действиям был создан в 1965 году первый — и долгие годы единственный в Греции- автономный факультет Общей и Сравнительной грамматологии. Преподавательская работа Криараса была прервана в январе 1968 года, когда Чёрные полковники решили уволить его из университета по причине его демократических убеждений.
После ухода из университета он решительно обратился к составлению Словаря средневековой греческой народной литературы (1100—1669) (решение о составлении словаря было принято им в 1956).
Его супруга, бывшая тогда преподавательницей в «Промышленном училище Салоник» (сегодня Университет Македонии), Екатерина Стрифту — Криара, на которой он женился в 1936 году, умерла 1 мая 2000 года.
Сам Криарас умер 22 августа 2014 года в возрасте 107 лет.
Согласно завещанию похоронен на родине предков в городе Ханья на острове Крит, городе, где он прожил юношеские годы.

## Научная работа
П. Зиогас пишет о Криарасе как о самом продуктивном греческом учёном гуманитарии. Зиогас писал в 2008 году: «Если брать в учёт параметр количество публикаций Криараса, то мы придём к следующим заключениям. Из примерно 20 тысяч страниц известных работ Криараса, подавляющее большинство принадлежит лексикографии (более 8,5 тысяч страниц), следуют грамматология (примерно 6 тысяч), композиции (более 3 тысяч), эпистолярии (примерно 1,5 тысяч страниц), и наконец чисто лингвистические, которые насчитывают около 900 страниц».
Из более 1000 статей и примерно 60 книг изданных Криарасом отдельно, прежде всего следует отметить его работы о Психарисе, Соломосе и Паламасе, издания старинных текстов новой греческой литературы (Панории Хортациса, театральных текстов Петроса Кацаитиса и др.), различные исследования о димотикизме и главное 14 первых томов Словаря средневековой греческой народной литературы (1100—1669) (который в международных лексикографических кругах получил имя Словарь Криараса). В 1997 году по личным причинам Криарас оставил составление словаря и передал свой лексикографический архив в Центр греческого языка в македонской столице. Центр продолжает работу над архивом и издал 15-й (2006), 16-й (2008) и 17-й (2011) тома Словаря, а также двухтомный сборник первых 14 томов, который доступен в интернете.
Другой лексикографической работой Криараса стал Словарь современного греческого народного языка, письменного и устного изданного в 1995 году.

## Димотикизм
Криарас не замкнулся на научной работе. Как он заявлял в своём интервью в 2002 году: «Учёный … должен популяризовать свою науку. Я стремился к этому всю свою жизнь, особенно после 1974 года, когда в нашей стране была восстановлена Демократия. Учёный должен быть и исследователем, и учителем, и популяризатором».
Криарас был верен идеологии димотикизма ещё со школьной скамьи, с 1923 года, и боролся всеми располагаемыми им средствами за своё языковое кредо. Значительным был его вклад как в признании димотики официальным языком греческого государства, так и в введении монотонической орфографии, вместо сохранявшегося в греческом письме с древности до второй половины XX века политонической системы ударения в письменности.
Законом 309 от 23.1.76 правительство Константина Караманлиса, в котором министром образования был Георгиос Раллис, решило признать димотику в сфере образования и административного правления.
В тот период в школы поступил учебник грамматики димотики, которая основывалась на «Новогреческой грамматике» Манолиса Триандафиллидиса. «Грамматика» Триандафиллидиса, напечатанная в 1941 году, использовалась в системе образования и нуждалась в сокращении и приведении её в соответствие с образовательной и языковой реальностью.
Эту работу взял на себя комитет, членом которого стал Криарас. Несколькими годами позже, в период 1981—1982, правительство Андреаса Папандреу приняло два дополнительных решения: первое, составлять все законы на димотике и переписать на димотике основные судебные кодексы и, второе, отменить политоническую орфографию. Криарас был председателем «комитета двадцати», который предпринял эту тяжёлую работу — переписать юридические кодексы, а также председателем комитета, который предложил современный вид монотонической системы.
В годы, последовавшие после введения димотики, и до самой своей смерти Криарас продолжал защищать демотический язык. Он часто писал статьи, пытаясь разрешать возникавшие проблемы в использовании языка. Одновременно он пытался посвятить широкую публику в конкретные языковые проблемы посредством телевизионных передач (Пятиминутки) на греческом государственном телевидении ЕРТ (Греческая корпорация телерадиовещания) с 1985 по 1987 год.

## Награды
Многогранный вклад профессора в гуманитарные науки был признан как в Греции, так и за её пределами.
Греческое королевство и Греческая республика наградила Криараса командорскими крестами ордена Феникса (дважды), ордена Георга I и ордена Почёта.
Франция сделала его кавалером ордена Почётного легиона, а Италия — командором ордена «За заслуги перед Итальянской Республикой».
В 1977 году в Вене он был награждён немецким фондом Alfred Toepfer Stiftung F.V.S. Премией Гердера.
Он был также награждён греческим фондом Гуландриса (за работу о Дионисиосе Соломосе), призом «Георгиос Фотинос» Афинской академии (за издание Панории), и др.
Криарас являлся, кроме прочего, почётным председателем Греческого общества Общей и Сравнительной грамматологии, Всегреческого союза филологов, почётным членом Центра греческого языка и Византийского института Византийских и Новогреческих исследований. Одновременно, он являлся членом Афинской академии, и иностранным членом римской Аркадской академии и сицилийской Академии в Палермо. В 2006 году, по случаю его столетнего юбилея, он был награждён Салоникским Аристотелевым университетом его высшей почётной наградой, «Золотым Аристотелем».
В том же году он был провозглашён почётным профессором факультета связи и средств массовой информации Афинского университета.
На парламентских выборах 2009 году он был включён в список кандидатов от партии Всегреческое социалистическое движение. На встрече с новым премьер-министром, Георгиосом Папандреу, Криарас попросил упразднить преподавание древнего греческого языка в гимназии, отмечая что «одновременное преподавание новой и древней форм греческого языка в действительности вносит сумятицу, в результате чего большинство учеников в языковом плане остаются безграмотными».